# Liste der Baudenkmäler im Kölner Stadtteil Seeberg
Die folgende Liste enthält die in der Denkmalliste ausgewiesenen Baudenkmäler auf dem Gebiet des Stadtteils Köln-Seeberg, Stadtbezirk Köln-Chorweiler, Nordrhein-Westfalen.
Hinweis: Die Reihenfolge der Baudenkmäler in dieser Liste orientiert sich an den Straßennamen und ist alternativ nach Hausnummern, Denkmallistennummer oder Bezeichnung sortierbar.
Basis ist die offizielle Kölner Denkmalliste (Stand: 16. August 2012), die Baudenkmäler und Denkmalbereiche auflistet. Dabei kann es sich beispielsweise um Sakralbauten, Wohn- und Fachwerkhäuser, historische Gutshöfe und Adelsbauten, Industrieanlagen, Wegekreuze und andere Kleindenkmäler sowie Grabmale und Grabstätten, die eine besondere Bedeutung für die Geschichte Kölns haben, handeln. Grundlage für die Aufnahme in die offiziellen Denkmallisten ist das Denkmalschutzgesetz Nordrhein Westfalens.

| Bild                           | Bezeichnung               | Lage                             | Beschreibung                    | Bauzeit   | Einge- tragen seit | Denk- mal- nr. |
| ------------------------------ | ------------------------- | -------------------------------- | ------------------------------- | --------- | ------------------ | -------------- |
| weitere Bilder Fotos hochladen | Siedlung u. Altenwohnheim | Seeberg Asternweg 1–13, 20 Karte | Architekt Oswald Mathias Ungers | 1961–1963 | 14. September 1998 | 8358           |
| Fotos hochladen                | Siedlung u. Altenwohnheim | Seeberg Chrysanthemenweg 2 Karte | Architekt Oswald Mathias Ungers | 1961–1963 | 14. September 1998 | 8358           |